# Kennebunk
Kennebunk est une ville du Comté de York, Maine, États-Unis. 
La population était de 10 798 habitants au recensement de 2010. En comptant Kennebunkport, la population totalise 14 196 habitants. 
Kennebunk accueille plusieurs plages, le Rachel Carson, le Refuge de Faune National, la 1799 Auberge de Kennebunk, beaucoup de maisons de capitaines de la marine marchande historiques, et la Myrtille de Protection de Nature Stérile, (connu localement comme les Plaines de Myrtille) avec 1 500 demi-hectares (6 km²) de Champs de sentiers écologiques et Myrtille.

## Personnalités
- Mary Alice Willcox (1856-1953), zoologiste, est née à Kennebunk.